# Dmitri Chabanov
Pour les articles homonymes, voir Shabanov.
Dmitri Alekseïevitch Chabanov (en russe : Дмитрий Алексеевич Шабанов) est un skipper russe né le 19 juillet 1964.

## Biographie
Dmitri Chabanov participe aux Jeux olympiques d'été de 1996 à Atlanta et remporte la médaille d'argent dans l'épreuve du soling en compagnie de Igor Skaline et Gueorgui Chaïdouko.